# SK Riga
SK Riga, basketklubb i Stockholm som vann SM i basket 1958. Föreningen grundades som Stockholms Lettiska Idrottsförening (SLSB) som hade sitt ursprung i JKS idrottsavdelning.
SK Riga blev SM-segrare efter finalseger mot KFUM Söder. I laget spelade bland andra Gunars Kraulis och Janis Terins.
Landslagsspelaren Sten Feldreich började spela basket i SK Riga.
Laget blev senare farmarlag till Alviks BK.